# Guéret
Guéret é uma comuna francesa na região administrativa de Nova Aquitânia, no departamento de Creuse. Estende-se por uma área de 26,21 km². Em 2010 a comuna tinha 13 514 habitantes (densidade: 515,6 hab./km²).

porcentagem simples a residência oficial dos administradores de cova também a cidade o mais povoada com o departement.
ele está em uma armação muito natural, a sala da cidade tem reabilitam um tanque tem a saída da cidade muito para apreciar no Verão pelos turistas e os habitantes da terra fulva notavelmente dos seus passeios de praias.